# Peroneutypa obesa
Peroneutypa obesa är en svampart som först beskrevs av Hans Sydow, och fick sitt nu gällande namn av Carmarán & A.I. Romero 2006. Peroneutypa obesa ingår i släktet Peroneutypa och familjen Diatrypaceae.   Inga underarter finns listade i Catalogue of Life.